# Source de tension
Une source de tension désigne les dispositifs pouvant produire une force électromotrice.
Il existe plusieurs types de sources de tension ; les sources de tension stabilisées, les sources de tension symétriques, les sources de tension ajustables.

## Source de tension stabilisée

### Définition
Une source de tension stabilisée est une source de tension qui reste constante quelle que soit la charge appliquée.

### Représentation théorique

Représentation d'une source de tension V_{S} avec résistance série R_{S} qui alimente une résistance R_{L}

Une source de tension est représentée par une source de tension et sa résistance série interne, aussi appelée résistance de source. Cette résistance interne peut être en série avec la charge ou en parallèle. Une source de tension stabilisée est représentée par une source de tension et une résistance interne qui tend vers 0 dans le cas où cette dernière est mise en série avec la charge. Dans le cas où la charge serait mise en parallèle avec la résistance interne, la valeur de cette dernière devra tendre vers l'infini.

### Pratique
En pratique une source de tension aura toujours une puissance nominale. Si cette limite est dépassée, la charge engendrera une perte de tension.

## Source de tension symétrique
Une source de tension symétrique possède obligatoirement les deux caractéristiques suivantes.
1. Elle possède trois sorties : positif (+), commun (0) et négatif (-).
2. Les caractéristiques de la source du côté positif sont symétriques avec les caractéristiques du côté négatif.

## Différents symboles
|                    |                              |                  |
| Source de tension. | Source de tension commandée. | Pile électrique. |

## Conversion des sources de tension

### Conversion de tension alternative

#### Multiplicateur de tension (alternative)
Dans de nombreux cas, la transformation de tension alternative se fait avec l'aide d'un transformateur dont le rapport des spires au primaire/secondaire donne le facteur multiplicateur de tension.

#### Circuit redresseur (continus)

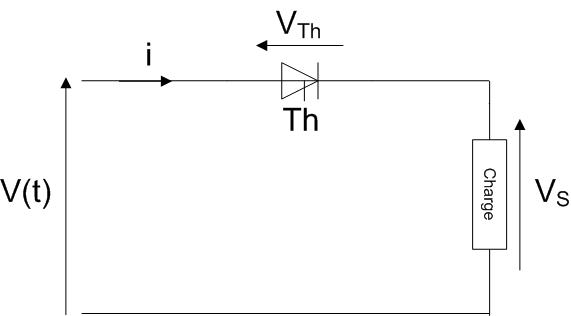
Redresseur monophase simple alternance à thyristor.

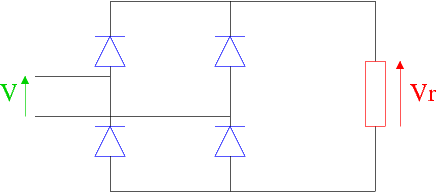
Pont de Graetz.

### Conversion de tension continue

#### Multiplicateur de tension (continue)
Une façon d'obtenir une tension continue élevée consiste à convertir la tension continue en tension alternative puis coupler cette dernière avec un transformateur pour l'augmenter. Pour finir, on couple cette dernière avec un circuit redresseur afin d'obtenir une tension continue.
Prise électrique
Exemple de source de tension : Prise électrique